# De Koornwaard
De Koornwaard is een wijk en natuurgebied in de gemeente 's-Hertogenbosch, in de Nederlandse provincie Noord-Brabant, in het stadsdeel Empel. De Koornwaard ligt in het noorden van de gemeente. Zodra de Zuid-Willemsvaart om de stad 's-Hertogenbosch is gelegd, zal dit kanaal in dit gebied uitmonden aan de Maas.
Het natuurgebied heeft een oppervlakte van 120 ha en is eigendom van de gemeente 's-Hertogenbosch. 30 hectare (de Empelse Waard) zijn eigendom van Natuurmonumenten.

## Geschiedenis
Van 1860-1900 bestond het westelijke deel van de Koornwaard uit losse percelen grasland, terwijl het oostelijk deel een groot graslandkavel was. Vier wielen langs de dijk getuigen van dijkdoorbraken in het verleden. Een in de lengterichting gelegen oeverwal is in het begin van de 19e eeuw vergraven tot zomerkade. Er zijn ook kribben aangelegd. De ruimten ertussen zijn echter aanzienlijk verland, zodat ze nu korter lijken dan ze in werkelijkheid zijn.
Vanaf 1948 is men begonnen met het ontgronden, waardoor een diepe plas is ontstaan. Ook is er in het verleden klei gewonnen. Tussen 1964 en 1975 is een deel van het gebied als vuilstort voor huishoudelijk en industrieel afval gebruikt. In 2009 is deze stort gesaneerd door isolatie en afdekking, maar het afval is niet verwijderd.
Sedert omstreeks 1990 heeft Natuurmonumenten hier terreinen aangekocht en vanaf 1994 werd aan natuurbeheer gedaan. Ook zorgt Natuurmonumenten voor natuurvriendelijk beheer van de rivieroevers.

## Flora
Inventarisaties uit omstreeks 1980 tonen onder meer de volgende zeldzame plantensoorten: sikkelklaver, geoorde zuring, goudhaver, kweekdravik, zachte haver, echte kruisdistel, geel walstro, grote tijm, kamgras, kattendoorn, ruige weegbree, veldsalie en zandwolfsmelk.

## Fauna
Inventarisaties toonden een rijke broedvogelstand, een zevental vleermuissoorten, en tal van insectensoorten.